# Jacobsson
Jacobsson ist ein patronymisch gebildeter schwedischer Familienname mit der Bedeutung „Sohn des Jacob“.

## Namensträger
- Frank Jacobsson (1930–2017), schwedischer Fußballspieler
- Gunilla Jacobsson (* 1946), schwedische Eisschnellläuferin
- Hugo Jacobsson (* 1997), schwedischer Skilangläufer
- Johann Karl Gottfried Jacobsson (1725–1789), deutscher technologischer Schriftsteller
- Jonas Jacobsson (* 1965), schwedischer Sportschütze
- Karl-Alfred Jacobsson (1926–2015), schwedischer Fußballspieler
- Lars Jacobsson (* 1960), schwedischer Fußballspieler und -trainer
- Lilly Jacobsson (1893–1979), schwedische Schauspielerin
- Oscar Jacobsson (1889–1945), schwedischer Comiczeichner
- Per Jacobsson (1894–1963), schwedischer Manager; von 1956 bis 1963 Geschäftsführender Direktor des Internationalen Währungsfonds
- Sigfrid Jacobsson (1883–1961), schwedischer Marathonläufer
- Staffan Jacobsson, schwedischer Professor an der Technischen Hochschule Chalmers
- Stefan Jacobsson (* 1965), schwedischer Fußballtrainer
- Sven Jacobsson (1914–1983), schwedischer Fußballspieler
- Ulla Jacobsson (1929–1982), schwedische Schauspielerin